# Omicidio di Julia Martha Thomas
L'omicidio di Julia Martha Thomas, mistero di Barnes od omicidio di Richmond, fu un fatto di cronaca nera avvenuto in Inghilterra il 2 marzo 1879.
Si trattò di uno dei più noti crimini avvenuti nel Regno Unito del tardo Ottocento e vide coinvolte Julia Martha Thomas, vedova cinquantenne di Richmond upon Thames, e la sua cameriera trentenne Kate Webster, che la uccise e si disfece del corpo smembrandolo, bollendolo per separare la carne dalle ossa e gettandone la maggior parte nel Tamigi.
Il delitto fu risolto meno di un mese dopo e la sua autrice fu condannata a morte per impiccagione; solo più di 130 anni dopo fu rinvenuta la testa di Julia Martha Thomas, durante alcuni scavi di natura edilizia.

## Antefatto

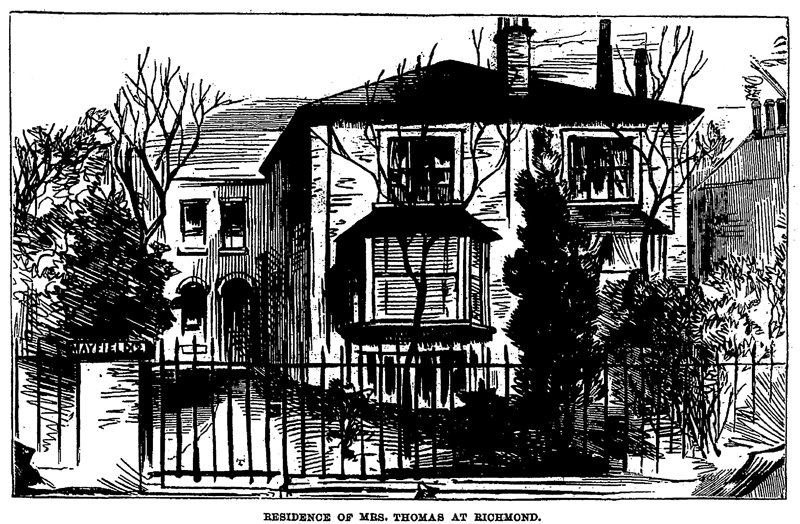
Mayfield Cottages, la casa di Julia Martha Thomas a Richmond. Ha vissuto nella parte sinistra della villa.

Julia Martha Thomas era un'ex insegnante che era rimasta due volte vedova. Dopo la morte del suo secondo marito, avvenuta nel 1873, era vissuta da sola nel 2 Mayfield Cottages a Richmond. La casa era un edificio a due piani con giardino sia davanti che sul retro. L'area all'epoca non era molto frequentata, anche se la casa era nelle vicinanze di un pub chiamato The Hole in the Wall. Thomas fu descritta dal suo medico, George Henry Rudd, come "una piccola signora ben vestita" di circa cinquant'anni.

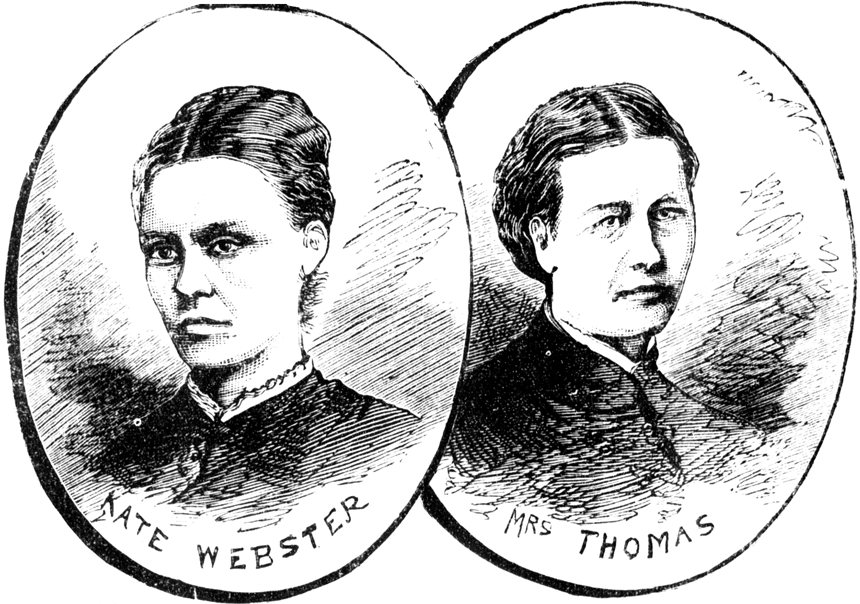
Kate Webster (sulla sinistra) e Julia Martha Thomas (sulla destra)

Dalle trascrizioni del processo risultava che la Thomas avesse un "temperamento irritabile" e che venisse considerata dai suoi vicini come eccentrica. Viaggiava frequentemente, lasciando amici e parenti all'oscuro dei suoi spostamenti per settimane o addirittura mesi. Apparteneva al ceto medio ma, pur non essendo ricca, indossava gioielli e si vestiva in modo elegante per dare l'impressione di essere economicamente agiata. Aver assunto una domestica probabilmente corrispondeva più al suo desiderio di ostentare benessere piuttosto che ad un effettivo bisogno. Aveva la reputazione di essere una datrice di lavoro esigente che, a causa delle sue abitudini irregolari, aveva difficoltà a trovare degli inservienti.
Il 29 gennaio 1879 la Thomas assunse come sua domestica Kate Webster, nata a Killanne, in Irlanda, attorno al 1849, che il The Daily Telegraph descrisse come "una donna robusta alta circa 165 cm, di carnagione olivastra, con molte lentiggini e dei grossi denti". I dettagli della sua vita precedente sono confusi perché molte delle sue dichiarazioni autobiografiche furono ritenute inaffidabili, tuttavia sostenne di essere stata sposata con un capitano di marina dal quale avrebbe avuto quattro figli, che assieme al marito erano morti a breve distanza l'uno dall'altro. Era stata imprigionata per furto a Wexford nel dicembre 1864, a soli 15 anni, ed era giunta in Inghilterra nel 1867. Nel febbraio 1868 era stata condannata a quattro anni di lavori forzati ancora per furto a Liverpool.
Nel 1874 Kate ha un figlio di nome John W. Webster, avuto da un padre rimasto ignoto, che la donna durante il processo identificherà in tre uomini diversi. A uno di essi attribuirà la colpa di averla costretta a rubare per poter sostenere suo figlio. Negli anni seguenti al parto la donna continuerà a rubare cambiando spesso identità e sarà ancora condannata alla prigione, durante la quale affiderà il figlio ad una domestica sua amica, Sarah Crease, che lavorava a Richmond. Uscita di prigione Kate sostituirà come domestica Sarah, che si era ammalata e sarà proprio la famiglia presso cui lavorerà a raccomandarla a Julia Martha Thomas.

## Omicidio e occultamento del cadavere
All'inizio del suo servizio sembrava che Kate si trovasse bene nel suo lavoro

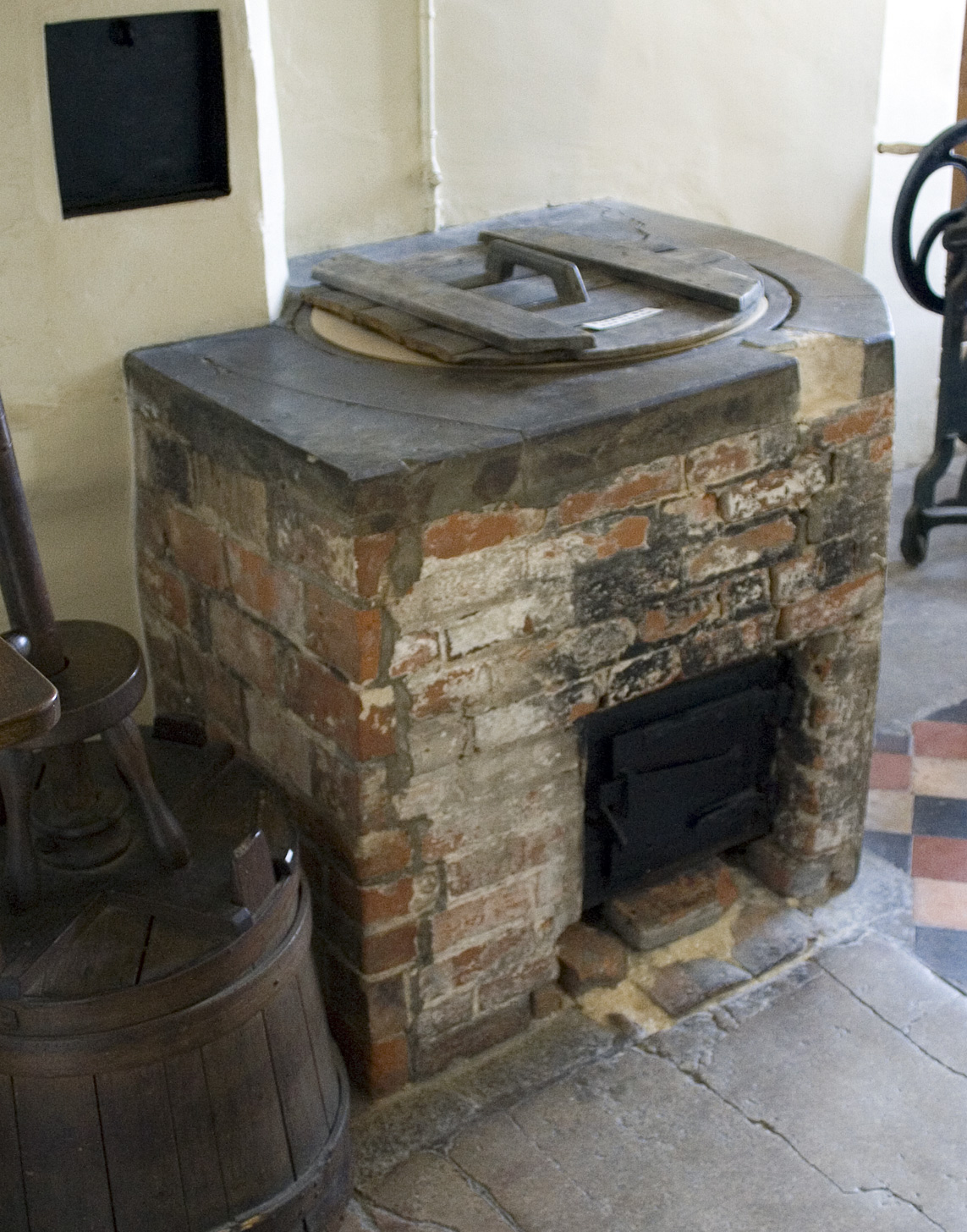
Webster bollì il corpo smembrato di Thomas in una stufa per il bucato come questa

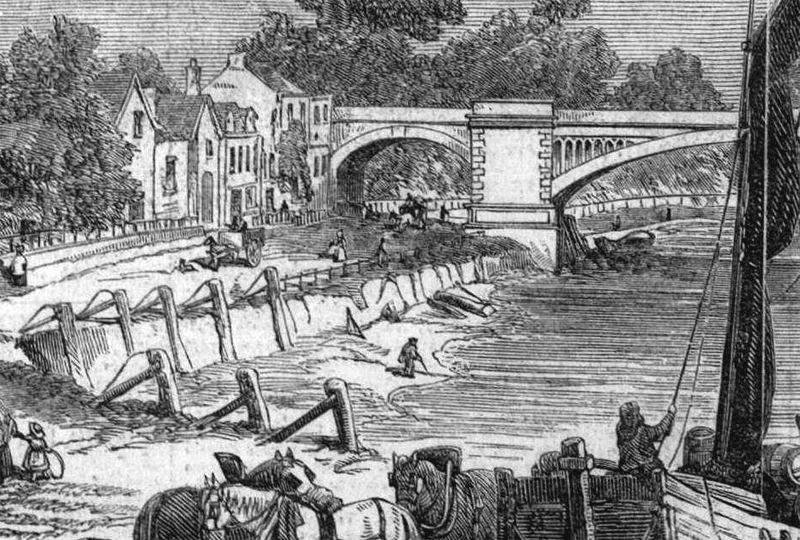
La sponda del Tamigi sotto il ponte della ferrovia Barnes, dove il 5 marzo 1879 fu rinvenuta una scatola contenente i resti di Thomas

Il rapporto tra serva e padrona si deteriorava sempre di più al punto che la vedova cercava di non rimanere sola in casa invitando gli amici ma alla fine deciderà, come lasciò scritto nel suo diario («Ho detto a Katherine che se ne deve andare») di licenziarla per il 28 febbraio, ma Kate chiese e ottenne di poter rimanere ancora per tre giorni. La domenica del 2 marzo Julia chiese a Kate che, nonostante fosse libera dal lavoro, la aiutasse a prepararsi per la messa della sera.
Kate rincasò tardi e questo fece inquietare Julia, che iniziò a rimproverarla fino al termine della messa:
Per disfarsi del cadavere di Julia, l'assassina pensò che il mezzo più sicuro fosse quello di bollirlo nella tinozza del bucato e successivamente disperderlo. Prima però occorreva farlo a pezzi:

## Arresto e condanna

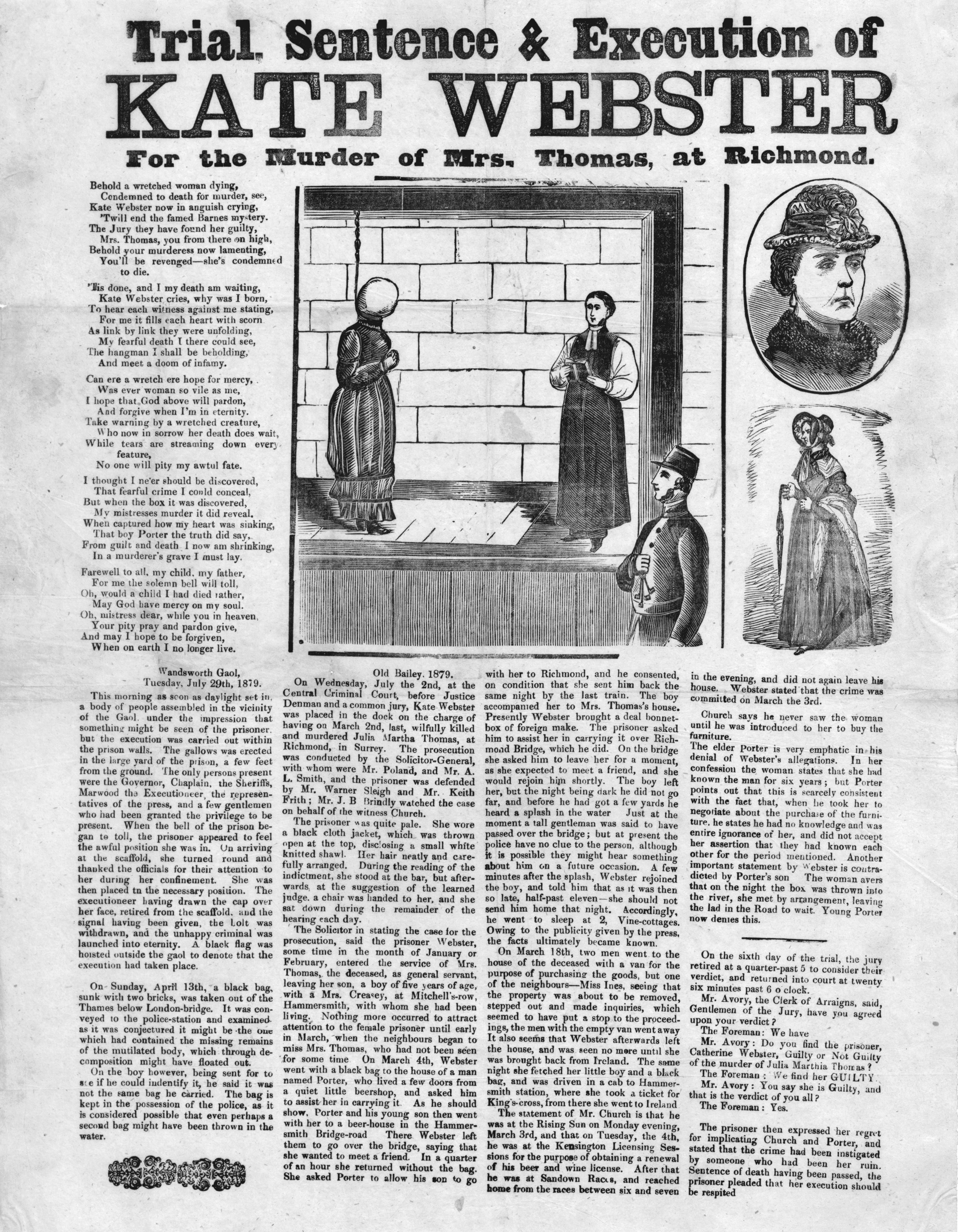
Un articolo pubblicato nel luglio 1879 per commemorare gli eventi

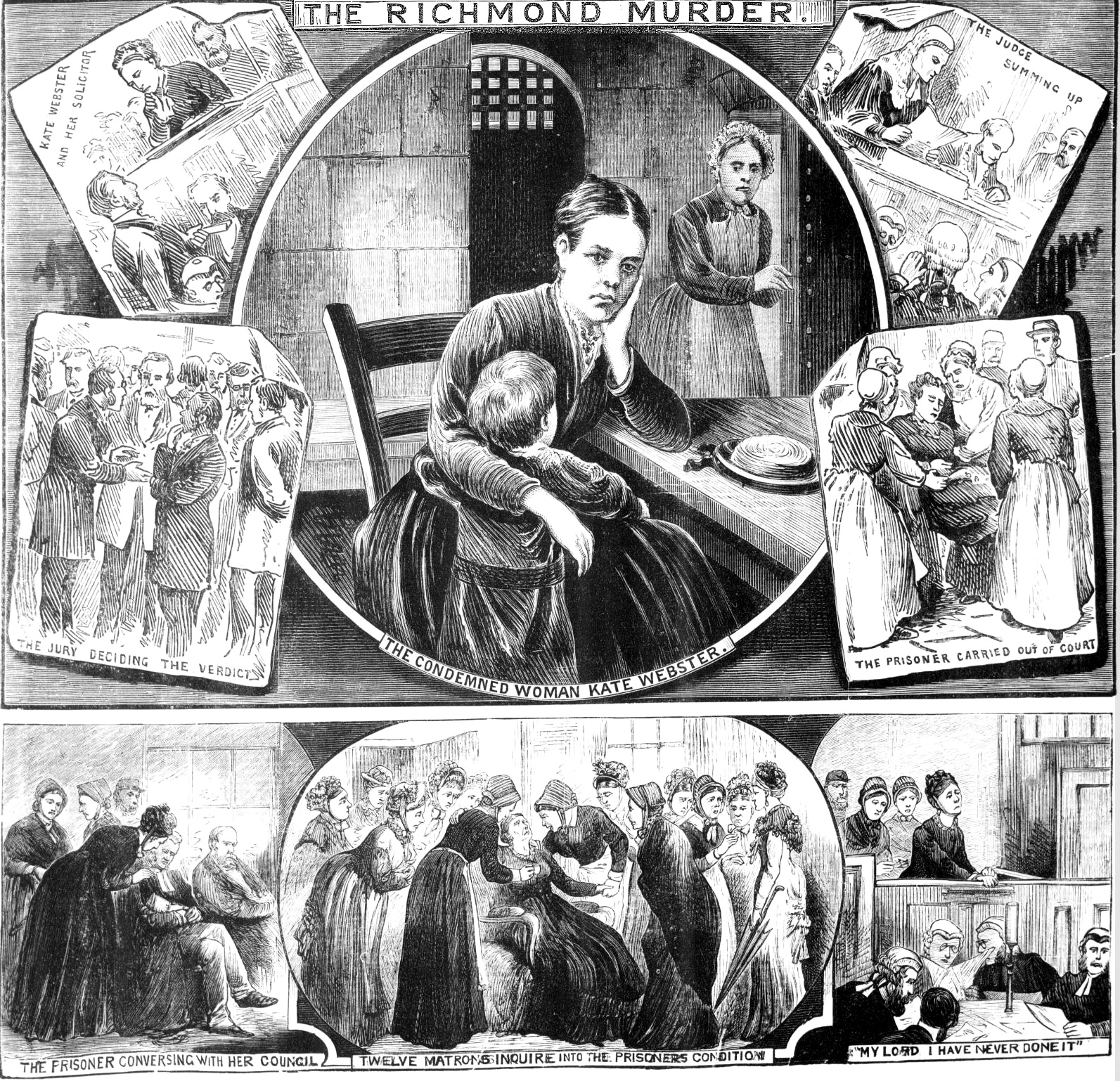
Una raffigurazione tratta da The Illustrated Police News del processo e la condanna di Kate Webster

Nessuno dei vicini notò qualcosa di strano se non un odore sgradevole che Kate mascherò facendo il giorno successivo dell'omicidio il bucato dei vestiti della vittima fingendo che questa fosse ancora in vita. Mise poi in un borsone di pelle i pezzi del cadavere ma non riuscì a farci entrare un piede, che butterà in una discarica, e la testa, che sotterrerà nel terreno di un pub vicino a casa.
Nel Tamigi Kate gettò la borsa, che il giorno dopo verrà ritrovata da un pescatore. Poiché non si riuscì a identificare il cadavere i resti furono sepolti. La testa non fu ritrovata sino all'ottobre 2010, quando il cranio fu rinvenuto durante dei lavori di costruzione commissionati da David Attenborough che stava ristrutturando il pub vicino alla casa di Julia Thomas.
Nel frattempo Kate aveva assunto del tutto l'identità della morta e in suo nome aveva venduto vantaggiosamente i mobili della casa: un affare questo che le costerà la condanna a morte. I vicini di casa, infatti, non vedendo più Julia da due settimane cominciavano a sospettare fosse accaduto qualcosa, così che quando videro un carro che trasportava i mobili della casa di Julia chiesero al carrettiere da chi li avesse comprati e questi, indicando Kate, rispose che glieli aveva venduti la "signora Thomas". Kate che aveva assistito alla scena pensò bene allora di fuggire, mentre - sopraggiunta la polizia - furono scoperte nella casa di Julia macchie di sangue, grasso sciolto e ossa bruciate.
Ben presto l'assassina, che si era nascosta in Irlanda nella casa di suo zio a Killanne, vicino a Enniscorthy fu trovata e arrestata il 29 marzo e venne fatta tornare a Londra, dove subì un processo nell'Old Bailey nel luglio 1879. Dopo sei giorni fu dichiarata colpevole e condannata a morte dopo che la giuria dichiarò inammissibile il suo tentativo di evitare la pena di morte dichiarandosi incinta. Kate confessò l'omicidio la notte prima di essere impiccata, il 29 luglio, nella prigione di Wandsworth.